# Lobulicium
Lobulicium is een monotypisch geslacht van schimmels behorend tot de familie Atheliaceae. Het bevat alleen  de soort Lobulicium occultum.